# بنی زیکی
بنی زیکی (به عربی: بنی زیکی) یک شهرداری در الجزایر است که در استان تیزی وزو واقع شده‌است.